# Lärchegg
Le Lärchegg est une montagne qui s’élève à 2 123 m d’altitude dans le Kaisergebirge, en Autriche.